# ディストラクション (プロレス興行)
DESTRUCTION（ディストラクション）は、新日本プロレスが主催するプロレス興行。また、同興行を扱うPPVの名称である。

## 概要
- G1 CLIMAX終了後、新日本プロレスが最初に開催する9月恒例のビッグマッチ[1]。
- 2011年まで同興行は両国国技館で行われていたが、2012年より興行名を「キングオブプロレスリング（KING OF PRO-WRESTLING）」に改称。以降、ディストラクションは9月のワールド記念ホールで開催される興行へ引き継がれて使用されている。
- ディストラクションは英語で「破壊」の意味がある。

## 試合結果

### 2007年
| 第1試合 20分1本勝負                                                        |                                                                 |                                                 |
| 金本浩二 ○井上亘                                                           | 06分40秒 変型トライアングルランサー                             | 田口隆祐● 裕次郎                                |
| 第2試合 20分1本勝負                                                        |                                                                 |                                                 |
| ○真壁刀義                                                                  | 09分39秒 トップロープからのキングコングニードロップ →片エビ固め | ミラノコレクションA.T.●                         |
| 第3試合 30分1本勝負                                                        |                                                                 |                                                 |
| ○ボノ・タイガー タイガーマスク                                             | 06分20秒 300プレス →体固め                                      | 石井智宏 本間朋晃●                              |
| 第4試合 30分1本勝負 ■ NEW JAPAN Jr. vs. X DIVISION ～J or X～              |                                                                 |                                                 |
| ●稔 プリンス・デヴィット                                                   | 17分23秒 ゲットースタンプ →片エビ固め                           | クリストファー・ダニエルズ センシ○              |
| 第5試合 30分1本勝負 ■ G・B・H vs. TNA SPEAR or GORE！                      |                                                                 |                                                 |
| ●矢野通                                                                    | 09分18秒 ゴア →片エビ固め                                       | ライノ○                                         |
| 第6試合 30分1本勝負                                                        |                                                                 |                                                 |
| 長州力 蝶野正洋 ○スーパー・ストロング・マシン 獣神サンダー・ライガー AKIRA | 08分21秒 魔神風車固め                                           | 飯塚高史 平澤光秀 内藤哲也 宇和野貴史● 石狩太一 |
| 第7試合 60分1本勝負 ■ IWGP Jr.タッグ選手権試合                             |                                                                 |                                                 |
| TAKAみちのく ○ディック東郷 (第18代王者組)                                  | 20分16秒 ダイビングセントーン →エビ固め                         | 外道 邪道● (挑戦者組)                           |
| ※王者組が3度目の防衛に成功                                                 |                                                                 |                                                 |
| 第8試合 60分1本勝負 ■ 中邑真輔復帰戦                                       |                                                                 |                                                 |
| 永田裕志 ●中西学                                                           | 16分45秒 飛びつき腕ひしぎ逆十字固め                             | 中邑真輔○ ジャイアント・バーナード              |
| 第9試合 60分1本勝負 ■ IWGPヘビー級選手権試合                               |                                                                 |                                                 |
| ○棚橋弘至 (第47代王者)                                                     | 31分22秒 テキサスクローバーホールド                             | 後藤洋央紀● (挑戦者)                            |
| ※王者が初防衛に成功                                                        |                                                                 |                                                 |

### 2008年
| 第0試合 15分1本勝負                                                             |                                          |                                                 |
| 井上亘 ○田口隆祐                                                                | 07分04秒 スモールパッケージホールド      | ミラノコレクションA.T. 石狩太一●                |
| 第1試合 60分1本勝負 ■ IWGP Jr.タッグ選手権試合                                  |                                          |                                                 |
| ●稔 プリンス・デヴィット (第21代王者組)                                         | 11分34秒 インカレスラム →片エビ固め      | 裕次郎○ 内藤哲也 (挑戦者組)                     |
| ※挑戦者組が第22代王者組となる                                                   |                                          |                                                 |
| 第2試合 30分1本勝負                                                             |                                          |                                                 |
| ○ロウ・キー 外道 邪道                                                           | 07分46秒 キークラッシャー'99 →片エビ固め | 獣神サンダー・ライガー● 金本浩二 タイガーマスク |
| 第3試合 30分1本勝負                                                             |                                          |                                                 |
| 小島聡 KAI ●大和ヒロシ                                                          | 10分6秒 鬼殺し →エビ固め                 | 真壁刀義 矢野通○ 石井智宏                       |
| 第4試合 30分1本勝負                                                             |                                          |                                                 |
| 蝶野正洋 ●棚橋弘至                                                              | 10分24秒 ヘラクレスカッター →片エビ固め  | 中西学○ 吉江豊                                  |
| 第5試合 30分1本勝負                                                             |                                          |                                                 |
| ●後藤洋央紀                                                                     | 13分44秒 バーナードライバー →片エビ固め  | ジャイアント・バーナード○                       |
| 第6試合 時間無制限1本勝負 ■ チェーン・デスマッチ TENZAN vs G･B･H 2nd conviction |                                          |                                                 |
| ●天山広吉                                                                       | 21分24秒 レフェリーストップ              | 飯塚高史○                                       |
| 第7試合 60分1本勝負 ■ 世界ヘビー級選手権試合                                    |                                          |                                                 |
| ●田中将斗 (初代王者)                                                            | 18分06秒 バックドロップホールド          | 永田裕志○ (挑戦者)                              |
| ※挑戦者が第2代王者となる                                                        |                                          |                                                 |
| 第8試合 60分1本勝負 ■ IWGPヘビー級選手権試合                                    |                                          |                                                 |
| ○武藤敬司 (第49代王者)                                                          | 21分39秒 フランケンシュタイナー          | 中邑真輔● (挑戦者)                              |
| ※王者が4度目の防衛に成功                                                        |                                          |                                                 |

### 2009年
| 第1試合 30分1本勝負                                                  |                                       |                                                          |
| ●田口隆祐 プリンス・デヴィット                                       | 09分32秒 外道クラッチ                 | 外道○ 邪道                                               |
| 第2試合 30分1本勝負                                                  |                                       |                                                          |
| ●岡田かずちか                                                        | 09分03秒 ラ・マヒストラル             | TAJIRI○                                                  |
| 第3試合 30分1本勝負                                                  |                                       |                                                          |
| 蝶野正洋 獣神サンダー・ライガー ●AKIRA                               | 09分44秒 アルゼンチンバックブリーカー | 中西学○ 大森隆男 金本浩二                                |
| 第4試合 30分1本勝負                                                  |                                       |                                                          |
| ○永田裕志 井上亘                                                     | 11分00秒 バックドロップホールド       | 矢野通 石井智宏●                                         |
| 第5試合 60分1本勝負 ■ IWGP Jr.ヘビー級選手権試合                     |                                       |                                                          |
| ●ミスティコ (第57代王者)                                             | 12分01秒 変型アームロック             | タイガーマスク○ (挑戦者)                                 |
| ※挑戦者が第58代王者となる                                            |                                       |                                                          |
| 第6試合 60分1本勝負 ■ IWGPタッグ選手権試合                           |                                       |                                                          |
| ブラザー・ディーボン ブラザー・レイ (第54代王者組)                   | 15分42秒 両者リングアウト             | ジャイアント・バーナード カール・アンダーソン (挑戦者組) |
| ※王者組が初防衛に成功                                                |                                       |                                                          |
| 第7試合 60分1本勝負 ■ スペシャルシングルマッチ DESTRUCTION AWAKING!! |                                       |                                                          |
| ●後藤洋央紀                                                          | 14分28秒 スライディングD →エビ固め    | 田中将斗○                                                |
| 第8試合 時間無制限1本勝負 ■ チェーンデスマッチ DESTRUCTION BURST!!   |                                       |                                                          |
| ○真壁刀義                                                            | 16分55秒 K.O.                         | 飯塚高史●                                                |
| 第9試合 60分1本勝負 ■ IWGPヘビー級選手権試合                         |                                       |                                                          |
| ○中邑真輔 (第53代王者)                                               | 22分47秒 ボマイェ →片エビ固め         | 棚橋弘至● (挑戦者)                                       |
| ※王者が2度目の防衛に成功                                             |                                       |                                                          |

### 2010年
| 第1試合 20分1本勝負                                           |                                                 |                                     |
| ○中西学                                                       | 06分11秒 アルゼンチンバックブリーカー           | タマ・トンガ●                       |
| 第2試合 20分1本勝負                                           |                                                 |                                     |
| ジャイアント・バーナード カール・アンダーソン ○タイガーマスク | 11分32秒 反則                                   | 飯塚高史 高橋裕二郎 石井智宏●       |
| 第3試合 30分1本勝負 ■ 獣神サンダー・ライガー帰国第1戦         |                                                 |                                     |
| 獣神サンダー・ライガー 井上亘 ●本間朋晃                       | 09分55秒 スライディングD →片エビ固め            | 田中将斗○ 外道 邪道                 |
| 第4試合 30分1本勝負 ■ スペシャルシングルマッチ                |                                                 |                                     |
| ○TAJIRI                                                       | 06分48秒 スモールパッケージホールド             | 矢野通●                             |
| 第5試合 60分1本勝負 ■ IWGP Jr.タッグ級選手権試合              |                                                 |                                     |
| ●プリンス・デヴィット 田口隆祐 (第26代王者組)                 | 15分05秒 フェニックス・スプラッシュ →片エビ固め | 飯伏幸太○ ケニー・オメガ (挑戦者組) |
| ※挑戦者組が第27代王者組となる                                 |                                                 |                                     |
| 第6試合 30分1本勝負 ■ NJPWvsNOAH スペシャルタッグマッチ       |                                                 |                                     |
| ○永田裕志 金本浩二                                            | 17分14秒 バックドロップホールド                 | 潮崎豪 青木篤志●                    |
| 第7試合 60分1本勝負 ■ スペシャルシングルマッチ                |                                                 |                                     |
| ○後藤洋央紀                                                   | 16分08秒 昇天・改 →片エビ固め                   | 中邑真輔●                           |
| 第8試合 60分1本勝負 ■ スペシャルシングルマッチ                |                                                 |                                     |
| ○棚橋弘至                                                     | 19分59秒 テキサスクローバーホールド             | 内藤哲也●                           |
| 第9試合 60分1本勝負 ■ IWGPヘビー級選手権試合                  |                                                 |                                     |
| ●真壁刀義 (第54代王者)                                        | 19分12秒 ラリアット →片エビ固め                 | 小島聡○ (挑戦者)                    |
| ※挑戦者が第55代王者となる                                     |                                                 |                                     |

### 2011年
| 第0試合 15分1本勝負                                          |                                           |                                                   |
| キング・ファレ ●渡辺高章                                     | 08分47秒 逆エビ固め                       | 三上恭佑○ 高橋広夢                                |
| 第1試合 20分1本勝負                                          |                                           |                                                   |
| シュヴァルツ ヴァイス タイガーマスク ○KUSHIDA キラーラビット | 07分53秒 9469                             | 飯塚高史 外道● 邪道 石井智宏 ヒデオ・サイトー     |
| 第2試合 20分1本勝負                                          |                                           |                                                   |
| ●本間朋晃                                                    | 08分22秒 東京ピンプス →片エビ固め         | 高橋裕二郎○                                       |
| 第3試合 30分1本勝負                                          |                                           |                                                   |
| ●井上亘                                                      | 07分39秒 ダークデイズ →片エビ固め         | ランス・アーチャー○                               |
| 第4試合 30分1本勝負 ■ スペシャルタッグマッチ                 |                                           |                                                   |
| ○後藤洋央紀 タマ・トンガ                                     | 11分03秒 昇天・改 →片エビ固め             | 中邑真輔 ウルティモ・ゲレーロ●                    |
| 第5試合 60分1本勝負 ■ IWGPジュニアタッグ選手権試合           |                                           |                                                   |
| ●プリンス・デヴィット 田口隆祐 (第28代王者組)                | 13分29秒 コントラクトキラー →片エビ固め   | デイビー・リチャーズ○ ロッキー・ロメロ (挑戦者組) |
| ※挑戦者組が第29代王者組となる                                |                                           |                                                   |
| 第6試合 30分1本勝負 ■ 小島聡復帰戦                           |                                           |                                                   |
| ●天山広吉                                                    | 10分08秒 ラリアット →片エビ固め           | 小島聡○                                           |
| 第7試合 30分1本勝負 ■ スペシャルシングルマッチ               |                                           |                                                   |
| ○永田裕志                                                    | 12分08秒 リバースナガタロックIII          | 矢野通●                                           |
| 第8試合 60分1本勝負 ■ IWGPインターコンチネンタル選手権試合   |                                           |                                                   |
| ●MVP (初代王者)                                              | 12分30秒 スライディングD →片エビ固め      | 田中将斗○ (挑戦者)                                |
| ※挑戦者が第2代王者となる                                     |                                           |                                                   |
| 第9試合 30分1本勝負 ■ スペシャルシングルマッチ               |                                           |                                                   |
| ●真壁刀義                                                    | 13分15秒 ゴッチ式パイルドライバー →体固め | 鈴木みのる○                                       |
| 第10試合 60分1本勝負 ■ IWGPヘビー級選手権試合                |                                           |                                                   |
| ○棚橋弘至 (第56代王者)                                       | 29分19秒 ハイフライフロー →片エビ固め     | 内藤哲也● (挑戦者)                                |
| ※王者が8度目の防衛に成功                                     |                                           |                                                   |

### 2012年
| 第1試合 20分1本勝負                                  |                                               |                                                          |
| ●キャプテン・ニュージャパン タマ・トンガ             | 09分16秒 垂直落下式ブレーンバスター →体固め   | 飯塚高史 石井智宏○                                       |
| 第2試合 20分1本勝負                                  |                                               |                                                          |
| ○KUSHIDA アレックス・シェリー BUSHI                  | 09分37秒 I-94 →体固め                         | ロッキー・ロメロ アレックス・コズロフ● 外道              |
| 第3試合 20分1本勝負                                  |                                               |                                                          |
| ●佐々木大輔                                          | 08分45秒 ゲットースタンプ →片エビ固め         | ロウ・キー○                                              |
| 第4試合 30分1本勝負                                  |                                               |                                                          |
| 天山広吉 小島聡 ●永田裕志                            | 12分02秒 ゴッチ式パイルドライバー →体固め     | 鈴木みのる○ ランス・アーチャー デイビーボーイ・スミスJr. |
| 第5試合 30分1本勝負                                  |                                               |                                                          |
| ○真壁刀義                                            | 09分02秒 キングコングニードロップ →片エビ固め | 真霜拳號●                                                |
| 第6試合 30分1本勝負                                  |                                               |                                                          |
| 井上亘 ●高橋広夢                                     | 03分03秒 PK →体固め                           | 桜庭和志 柴田勝頼○                                       |
| 第7試合 60分1本勝負 ■ IWGPジュニアヘビー級選手権試合 |                                               |                                                          |
| ○飯伏幸太 (第64代王者)                               | 17分06秒 フェニックススプラッシュ →片エビ固め | 田口隆祐● (挑戦者)                                       |
| ※王者が2度目の防衛に成功                             |                                               |                                                          |
| 第8試合 30分1本勝負                                  |                                               |                                                          |
| ○後藤洋央紀 内藤哲也 カール・アンダーソン            | 15分08秒 昇天・改 →片エビ固め                 | 中邑真輔 オカダ・カズチカ● 高橋裕二郎                    |
| 第9試合 60分1本勝負 ■ IWGPヘビー級選手権試合         |                                               |                                                          |
| ○棚橋弘至 (第58代王者)                               | 23分35秒 ハイフライフロー →片エビ固め         | 丸藤正道● (挑戦者)                                       |
| ※王者が3度目の防衛に成功                             |                                               |                                                          |

### 2013年
| 第0試合 20分1本勝負                                                                        |                                       |                                                                        |
| タイガーマスク BUSHI ●渡辺高章                                                             | 06分13秒 東京ピンプス →体固め         | 飯塚高史 高橋裕二郎○ YOSHI-HASHI                                       |
| 第1試合 30分1本勝負 ■ スペシャルタッグマッチ                                               |                                       |                                                                        |
| KUSHIDA ○アレックス・シェリー                                                              | 12分10秒 OUTATIME →片エビ固め         | TAKAみちのく● タイチ                                                   |
| 第2試合 60分1本勝負 ■ NWA世界ヘビー級選手権試合                                            |                                       |                                                                        |
| ○ロブ・コンウェイ (第124代王者)                                                            | 08分16秒 エゴトリップ →片エビ固め     | 獣神サンダー・ライガー● (挑戦者)                                       |
| ※王者が11度目の防衛に成功                                                                  |                                       |                                                                        |
| 第3試合 30分1本勝負 ■ スペシャル8人タッグマッチ                                            |                                       |                                                                        |
| 真壁刀義 本間朋晃 キャプテン・ニュージャパン ○マスカラ・ドラダ                             | 10分05秒 高角度前方回転エビ固め       | カール・アンダーソン タマ・トンガ レイ・ブカネロ● バッドラック・ファレ |
| 第4試合 30分1本勝負 ■ スペシャルシングルマッチ                                             |                                       |                                                                        |
| ○矢野通                                                                                    | 08分56秒 リングアウト                 | 鈴木みのる●                                                            |
| 第5試合 30分1本勝負 ■ スペシャルタッグマッチ                                               |                                       |                                                                        |
| ●永田裕志 中西学                                                                           | 10分49秒 片エビ固め                   | 桜庭和志○ 柴田勝頼                                                     |
| 第6試合 30分1本勝負 ■ ランバージャックデスマッチ                                           |                                       |                                                                        |
| ○棚橋弘至                                                                                  | 13分32秒 ハイフライフロー →片エビ固め | プリンス・デヴィット●                                                  |
| 第7試合 60分1本勝負 ■ 東京ドーム・IWGPヘビー級王座挑戦権利証争奪戦&NEVER無差別級選手権試合 |                                       |                                                                        |
| ●田中将斗 (初代NEVER王者)                                                                  | 18分10秒 スターダストプレス →エビ固め | 内藤哲也○ (権利証保持者)                                               |
| 内藤が東京ドームIWGPヘビー級王座挑戦権を防衛。並びに第2代NEVER王者となる                   |                                       |                                                                        |
| 第8試合 60分1本勝負 ■ IWGPインターコンチネンタル選手権試合                                 |                                       |                                                                        |
| ○中邑真輔 (第6代王者)                                                                      | 12分07秒 ボマイェ →体固め             | シェルトン・X・ベンジャミン● (挑戦者)                                  |
| ※王者が初防衛に成功                                                                        |                                       |                                                                        |
| 第9試合 60分1本勝負 ■ IWGPヘビー級選手権試合                                               |                                       |                                                                        |
| ○オカダ・カズチカ (第59代王者)                                                             | 24分44秒 レインメーカー →片エビ固め   | 小島聡● (挑戦者)                                                       |
| ※王者が4度目の防衛に成功                                                                   |                                       |                                                                        |

### 2014年

#### DESTRUCTION in KOBE
| 第1試合 20分1本勝負                                         |                                               |                                                            |
| 石井智宏 ○ロッキー・ロメロ アレックス・コズロフ             | 07分51秒 コントラクトキラー →片エビ固め       | 高橋裕二郎 マット・ジャクソン ニック・ジャクソン●          |
| 第2試合 20分1本勝負                                         |                                               |                                                            |
| ○アレックス・シェリー BUSHI マキシモ                        | 02分43秒 反則                                 | TAKAみちのく タイチ● エル・デスペラード                    |
| 第3試合 20分1本勝負                                         |                                               |                                                            |
| 天山広吉 小島聡 獣神サンダー・ライガー ○本間朋晃            | 05分22秒 こけし →片エビ固め                   | 永田裕志 中西学 タイガーマスク キャプテン・ニュージャパン● |
| 第4試合 30分1本勝負 ■ スペシャルタッグマッチ                |                                               |                                                            |
| ○矢野通 桜庭和志                                            | 11分34秒 赤霧                                 | 鈴木みのる 飯塚高史●                                       |
| 第5試合 60分1本勝負 ■ IWGP Jr.ヘビー級選手権試合            |                                               |                                                            |
| ●KUSHIDA (第68代王者)                                       | 14分55秒 アンクルホールド                     | 田口隆祐○ (挑戦者)                                         |
| ※王者が第69代王者となる                                     |                                               |                                                            |
| 第6試合 30分1本勝負 ■ スペシャルタッグマッチ                |                                               |                                                            |
| 内藤哲也 ○飯伏幸太                                          | 12分57秒 フェニックススプラッシュ →片エビ固め | AJスタイルズ タマ・トンガ●                                 |
| 第7試合 60分1本勝負 ■ IWGPタッグ選手権試合                  |                                               |                                                            |
| オカダ・カズチカ ●YOSHI-HASHI                               | 11分42秒 マジックキラー →片エビ固め           | カール・アンダーソン ドク・ギャローズ○                     |
| ※王者組が6度目の防衛に成功                                  |                                               |                                                            |
| 第8試合 30分1本勝負 ■ スペシャルシングルマッチ              |                                               |                                                            |
| ○真壁刀義                                                   | 14分38秒 キングコングニードロップ →片エビ固め | 後藤洋央紀●                                                |
| 第9試合 30分1本勝負 ■ スペシャルシングルマッチ              |                                               |                                                            |
| ○棚橋弘至                                                   | 17分57秒 ハイフライフロー →片エビ固め         | 柴田勝頼●                                                  |
| 第10試合 60分1本勝負 ■ IWGPインターコンチネンタル選手権試合 |                                               |                                                            |
| ●バッドラック・ファレ (第9代王者)                           | 19分13秒 ボマイェ →片エビ固め                 | 中邑真輔○ (挑戦者)                                         |
| ※挑戦者が第10代王者となる                                   |                                               |                                                            |

#### DESTRUCTION in OKAYAMA
| 第1試合 30分1本勝負                                                 |                                                         |                                            |
| 獣神サンダー・ライガー タイガーマスク ●マキシモ                     | 05分05秒 エムエックス →片エビ固め                       | キャプテン・ニュージャパン 田口隆祐 BUSHI○ |
| 第2試合 30分1本勝負                                                 |                                                         |                                            |
| ●ロッキー・ロメロ アレックス・コズロフ                              | 09分57秒 モア・バング・フォー・ユア・バック →片エビ固め | マット・ジャクソン ニック・ジャクソン○     |
| 第3試合 30分1本勝負                                                 |                                                         |                                            |
| ○矢野通 桜庭和志 外道                                               | 05分51秒 裏霞                                           | 鈴木みのる 飯塚高史 TAKAみちのく●          |
| 第4試合 30分1本勝負                                                 |                                                         |                                            |
| 真壁刀義 ●本間朋晃                                                  | 07分31秒 PK →片エビ固め                                 | 後藤洋央紀 柴田勝頼○                       |
| 第5試合 60分1本勝負 ■ IWGP Jr.タッグ級選手権試合                    |                                                         |                                            |
| ○KUSHIDA アレックス・シェリー (第38代王者)                          | 15分01秒 I-94 →エビ固め                                 | タイチ● エル・デスペラード (挑戦者組)      |
| ※王者組が2度目の防衛に成功                                          |                                                         |                                            |
| 第6試合 30分1本勝負 ■ スペシャルタッグマッチ                        |                                                         |                                            |
| ○中邑真輔 石井智宏                                                  | 11分44秒 ボマイェ →片エビ固め                           | バッドラック・ファレ タマ・トンガ●         |
| 第7試合 60分1本勝負 ■ NWA世界タッグ選手権試合                       |                                                         |                                            |
| 天山広吉 ○小島聡 (第75代王者組)                                     | 15分08秒 ラリアット →片エビ固め                         | 永田裕志● 中西学 (挑戦者組)                |
| ※王者組が4度目の防衛に成功                                          |                                                         |                                            |
| 第8試合 60分1本勝負 ■ NEVER無差別級選手権試合                       |                                                         |                                            |
| ○高橋裕二郎 (第4代王者)                                             | 13分29秒 マイアミ・シャイン →体固め                     | YOSHI-HASHI● (挑戦者)                      |
| ※王者が初防衛に成功                                                 |                                                         |                                            |
| 第9試合 30分1本勝負 ■ スペシャルタッグマッチ                        |                                                         |                                            |
| 棚橋弘至 ○内藤哲也                                                  | 13分15秒 スターダストプレス →片エビ固め                 | AJスタイルズ ドク・ギャローズ●             |
| 第10試合 60分1本勝負 ■ 東京ドーム・IWGPヘビー級王座挑戦権利証争奪戦 |                                                         |                                            |
| ○オカダ・カズチカ (権利証保持者)                                    | 19分55秒 レインメーカー →片エビ固め                     | カール・アンダーソン● (挑戦者)             |

### 2015年

#### DESTRUCTION in OKAYAMA
| 第1試合 20分1本勝負                                                           |                                                 |                                                          |
| 柴田勝頼 ○永田裕志 小松洋平 田中翔                                            | 07分47秒 バックドロップホールド                 | 内藤哲也 中西学 デビッド・フィンレー● ジェイ・ホワイト   |
| 第2試合 20分1本勝負                                                           |                                                 |                                                          |
| 獣神サンダー・ライガー ●マスカラ・ドラダ                                      | 08分31秒 チェイシング・ザ・ドラゴン →片エビ固め | カイル・オライリー○ ボビー・フィッシュ                   |
| 第3試合 60分1本勝負 ■ NWA世界ジュニアヘビー級選手権試合                       |                                                 |                                                          |
| ●スティーブ・アンソニー (第91代王者)                                          | 10分10秒 リバースダブルアームバー               | タイガーマスク○ (挑戦者)                                 |
| ※挑戦者が第92代王者となる                                                     |                                                 |                                                          |
| 第4試合 30分1本勝負 ■ スペシャルタッグマッチ                                  |                                                 |                                                          |
| ○棚橋弘至 マット・サイダル                                                    | 10分00秒 ハイフライフロー →片エビ固め           | バッドラック・ファレ タマ・トンガ●                       |
| 第5試合 60分1本勝負 ■ IWGPタッグ級選手権試合                                  |                                                 |                                                          |
| ○カール・アンダーソン ドク・ギャローズ (第68代王者)                           | 13分15秒 マジックキラー →片エビ固め             | 天山広吉 小島聡● (挑戦者組)                              |
| ※王者組が初防衛に成功                                                         |                                                 |                                                          |
| 第6試合 30分1本勝負                                                           |                                                 |                                                          |
| 後藤洋央紀 本間朋晃 ●キャプテン・ニュージャパン 田口隆祐 アレックス・シェリー | 13分24秒 垂直落下式ブレーンバスター →片エビ固め | 中邑真輔 石井智宏○ YOSHI-HASHI ロッキー・ロメロ バレッタ |
| 第7試合 30分1本勝負 ■ スペシャルタッグマッチ                                  |                                                 |                                                          |
| オカダ・カズチカ ○矢野通                                                      | 09分52秒 赤霧                                   | AJスタイルズ コーディ・ホール●                           |
| 第8試合 60分1本勝負 ■ IWGPジュニアヘビー級選手権試合                          |                                                 |                                                          |
| ●KUSHIDA (第71代王者)                                                         | 16分26秒 片翼の天使 →片エビ固め                 | ケニー・オメガ○ (挑戦者)                                 |
| ※挑戦者が第72代王者となる                                                     |                                                 |                                                          |
| 第9試合 60分1本勝負 ■ NEVER無差別級選手権試合                                 |                                                 |                                                          |
| ○真壁刀義 (第8代王者)                                                         | 18分41秒 キングコングニードロップ →片エビ固め   | 飯伏幸太● (挑戦者)                                       |
| ※王者が2度目の防衛に成功                                                      |                                                 |                                                          |

#### DESTRUCTION in KOBE
| 第1試合 20分1本勝負                                                |                                                 |                                                         |
| 小松洋平 ○田中翔                                                   | 05分00秒 逆エビ固め                             | デビッド・フィンレー ジェイ・ホワイト●                  |
| 第2試合 20分1本勝負                                                |                                                 |                                                         |
| ○永田裕志 獣神サンダー・ライガー タイガーマスク                    | 08分44秒 バックドロップホールド                 | 中西学 キャプテン・ニュージャパン ジュース・ロビンソン● |
| 第3試合 30分1本勝負                                                |                                                 |                                                         |
| 真壁刀義 本間朋晃 田口隆祐 ●マスカラ・ドラダ                       | 07分48秒 ストロングゼロ →片エビ固め             | 石井智宏 YOSHI-HASHI ロッキー・ロメロ○ バレッタ         |
| 第4試合 30分1本勝負 ■ スペシャル6人タッグマッチ                    |                                                 |                                                         |
| 天山広吉 小島聡 ○マット・サイダル                                  | 10分52秒 エアー・サイダル →片エビ固め           | カール・アンダーソン ドク・ギャローズ ケニー・オメガ●   |
| 第5試合 30分1本勝負 ■ スペシャルシングルマッチ                     |                                                 |                                                         |
| ●柴田勝頼                                                          | 11分49秒 デスティーノ →片エビ固め               | 内藤哲也○                                               |
| 第6試合 30分1本勝負 ■ スペシャル6人タッグマッチ                    |                                                 |                                                         |
| オカダ・カズチカ 矢野通 ○桜庭和志                                  | 12分18秒 サクラバロック                         | AJスタイルズ タマ・トンガ コーディ・ホール●             |
| 第7試合 60分1本勝負 ■ IWGPジュニアタッグ選手権試合                 |                                                 |                                                         |
| カイル・オライリー ○ボビー・フィッシュ (第43代王者組)              | 16分17秒 チェイシング・ザ・ドラゴン →片エビ固め | KUSHIDA アレックス・シェリー● (挑戦者組)                |
| ※王者組が初防衛に成功                                              |                                                 |                                                         |
| 第8試合 60分1本勝負 ■ 東京ドーム・IWGPヘビー級王座挑戦権利証争奪戦 |                                                 |                                                         |
| ○棚橋弘至 (権利証保持者)                                           | 16分37秒 ハイフライフロー →片エビ固め           | バッドラック・ファレ● (挑戦者)                          |
| 第9試合 60分1本勝負 ■ IWGPインターコンチネンタル選手権試合         |                                                 |                                                         |
| ●後藤洋央紀 (第11代王者)                                           | 22分56秒 ボマイェ →エビ固め                     | 中邑真輔○ (挑戦者)                                      |
| ※挑戦者が第12代王者となる                                          |                                                 |                                                         |

### 2016年

#### DESTRUCTION in TOKYO
| 第1試合 20分1本勝負                                  |                                                           |                                                 |
| デビッド・フィンレー ●ヘナーレ                       | 05分57秒 デュードバスター →エビ固め                       | ロッキー・ロメロ バレッタ○                      |
| 第2試合 20分1本勝負                                  |                                                           |                                                 |
| ○永田裕志 中西学                                     | 06分30秒 エクスプロイダー・オブ・ジャスティス →片エビ固め | ヨシタツ キャプテン・ニュージャパン●            |
| 第3試合 20分1本勝負                                  |                                                           |                                                 |
| 真壁刀義 ○本間朋晃 タイガーマスク                    | 08分53秒 こけし →片エビ固め                               | 天山広吉 小島聡 獣神サンダー・ライガー●         |
| 第4試合 20分1本勝負                                  |                                                           |                                                 |
| 後藤洋央紀 ○石井智宏 外道                            | 11分05秒 垂直落下式ブレーンバスター →片エビ固め           | タマ・トンガ タンガ・ロア● チェーズ・オーエンズ |
| 第5試合 20分1本勝負                                  |                                                           |                                                 |
| ●ジュース・ロビンソン                                | 12分59秒 アルマゲドン                                     | カイル・オライリー○                             |
| 第6試合 30分1本勝負 ■ スペシャル6人タッグマッチ      |                                                           |                                                 |
| オカダ・カズチカ ○YOSHI-HASHI ウィル・オスプレイ     | 11分31秒 カルマ →片エビ固め                               | ケニー・オメガ バッドラック・ファレ 高橋裕二郎● |
| 第7試合 30分1本勝負 ■ スペシャル6人タッグマッチ      |                                                           |                                                 |
| マイケル・エルガン 棚橋弘至 ●田口隆祐                | 13分12秒 Skull End                                        | 内藤哲也 SANADA○ EVIL                           |
| 第8試合 60分1本勝負 ■ NEVER無差別級選手権試合        |                                                           |                                                 |
| ○柴田勝頼 (第12代王者)                               | 16分41秒 PK →片エビ固め                                   | ボビー・フィッシュ● (挑戦者)                    |
| ※王者が2度目の防衛に成功                             |                                                           |                                                 |
| 第9試合 60分1本勝負 ■ IWGPジュニアヘビー級選手権試合 |                                                           |                                                 |
| ●KUSHIDA (第73代王者)                                | 21分03秒 MX →片エビ固め                                   | BUSHI○ (挑戦者)                                 |
| ※挑戦者が第74代王者となる                            |                                                           |                                                 |

#### DESTRUCTION in HIROSHIMA
| 第1試合 20分1本勝負                                                |                                                 |                                                                      |
| 真壁刀義 ヨシタツ ●キャプテン・ニュージャパン                      | 08分20秒 ラリアット →体固め                     | 天山広吉 小島聡○ リコシェ                                            |
| 第2試合 20分1本勝負                                                |                                                 |                                                                      |
| 永田裕志 中西学 本間朋晃 ●タイガーマスク                           | 06分46秒 チェイシング・ザ・ドラゴン →片エビ固め | カイル・オライリー○ ボビー・フィッシュ 田口隆祐 デビッド・フィンレー |
| 第3試合 20分1本勝負                                                |                                                 |                                                                      |
| ●ロッキー・ロメロ バレッタ                                         | 08分35秒 ゲリラ・ウォーフェア →片エビ固め       | タマ・トンガ○ タンガ・ロア                                           |
| 第4試合 20分1本勝負                                                |                                                 |                                                                      |
| ○後藤洋央紀 石井智宏                                               | 08分39秒 GTR →片エビ固め                        | 高橋裕二郎 チェーズ・オーエンズ●                                     |
| 第5試合 20分1本勝負                                                |                                                 |                                                                      |
| ○マイケル・エルガン 棚橋弘至 ジュース・ロビンソン KUSHIDA          | 12分38秒 エルガンボム →エビ固め                 | 内藤哲也 SANADA EVIL● BUSHI                                          |
| 第6試合 60分1本勝負 ■ IWGPタッグ選手権試合                         |                                                 |                                                                      |
| ○ジェイ・ブリスコ マーク・ブリスコ (第71代王者組)                  | 15分02秒 ドゥームズデイ・デバイス →片エビ固め   | マット・ジャクソン● ニック・ジャクソン (挑戦者組)                    |
| ※王者組が2度目の防衛に成功                                         |                                                 |                                                                      |
| 第7試合 60分1本勝負 ■ ROH世界選手権試合                            |                                                 |                                                                      |
| ○アダム・コール (第23代王者)                                       | 12分17秒 ラストショット →片エビ固め             | ウィル・オスプレイ● (挑戦者)                                         |
| ※王者が2度目の防衛に成功                                           |                                                 |                                                                      |
| 第8試合 30分1本勝負 ■ スペシャルシングルマッチ                     |                                                 |                                                                      |
| ○オカダ・カズチカ                                                  | 17分03秒 レインメーカー →体固め                 | バッドラック・ファレ●                                                |
| 第9試合 60分1本勝負 ■ 東京ドーム・IWGPヘビー級王座挑戦権利証争奪戦 |                                                 |                                                                      |
| ○ケニー・オメガ (権利証保持者)                                     | 27分44秒 片翼の天使 →エビ固め                   | YOSHI-HASHI● (挑戦者)                                                |

#### DESTRUCTION in KOBE
| 第1試合 20分1本勝負                                        |                                                 |                                                                |
| タイガーマスク ○田口隆祐 ヘナーレ                          | 06分57秒 オーマイ&ガーアンクル                  | ウィル・オスプレイ ロッキー・ロメロ● バレッタ                  |
| 第2試合 20分1本勝負                                        |                                                 |                                                                |
| ●ヨシタツ キャプテン・ニュージャパン                       | 00分48秒 ピンプジュース →片エビ固め             | 高橋裕二郎○ チェーズ・オーエンズ                               |
| 第3試合 20分1本勝負                                        |                                                 |                                                                |
| 真壁刀義 ○本間朋晃                                         | 08分29秒 逆エビ固め                             | 天山広吉 金光輝明●                                             |
| 第4試合 30分1本勝負 ■ スペシャルタッグマッチ               |                                                 |                                                                |
| 永田裕志 ●中西学                                           | 09分43秒 裏十字固め                             | カイル・オライリー○ ボビー・フィッシュ                         |
| 第5試合 60分1本勝負 ■ NEVER無差別級6人タッグ王座決定戦     |                                                 |                                                                |
| 小島聡 ○リコシェ デビッド・フィンレー                      | 14分18秒 シューティングスタープレス →片エビ固め | アダム・コール マット・ジャクソン ニック・ジャクソン●          |
| ※小島&リコシェ&フィンレーが第8代王者組となる               |                                                 |                                                                |
| 第6試合 30分1本勝負 ■ スペシャル8人タッグマッチ            |                                                 |                                                                |
| 後藤洋央紀 石井智宏 ジェイ・ブリスコ ●マーク・ブリスコ     | 12分27秒 ゲリラ・ウォーフェア →体固め           | ケニー・オメガ バッドラック・ファレ タマ・トンガ○ タンガ・ロア |
| 第7試合 30分1本勝負 ■ スペシャル6人タッグマッチ            |                                                 |                                                                |
| 棚橋弘至 ●ジュース・ロビンソン KUSHIDA                     | 12分55秒 Skull End                              | SANADA○ EVIL BUSHI                                             |
| 第8試合 30分1本勝負 ■ スペシャル8人タッグマッチ            |                                                 |                                                                |
| オカダ・カズチカ ○YOSHI-HASHI 外道 邪道                    | 14分31秒 カルマ →片エビ固め                     | 丸藤正道 矢野通 小峠篤司 原田大輔●                             |
| 第9試合 60分1本勝負 ■ IWGPインターコンチネンタル選手権試合 |                                                 |                                                                |
| ●マイケル・エルガン (第14代王者)                           | 32分00秒 デスティーノ →片エビ固め               | 内藤哲也○ (挑戦者)                                             |
| ※挑戦者が第15代王者となる                                  |                                                 |                                                                |

### 2017年

#### DESTRUCTION in FUKUSHIMA
| 第1試合 20分1本勝負 |                                           |                                                           |
| ○永田裕志 川人拓来 | 05分47秒 ナガタロックII                   | 中西学 海野翔太●                                          |
| 第2試合 20分1本勝負 |                                           |                                                           |
| ●岡倫之 北村克哉 | 07分35秒 ミドルキック →片エビ固め         | 後藤洋央紀○ YOSHI-HASHI                                   |
| 第3試合 20分1本勝負 |                                           |                                                           |
| バレッタ ●邪道 | 07分36秒 ピンプジュース →片エビ固め       | 高橋裕二郎○ チェーズ・オーエンズ                          |
| 第4試合 20分1本勝負 |                                           |                                                           |
| ○ジュース・ロビンソン デビッド・フィンレー | 05分04秒 パルプフリクション →片エビ固め   | バッドラック・ファレ レオ・トンガ●                        |
| 第5試合 20分1本勝負 |                                           |                                                           |
| 棚橋弘至 真壁刀義 KUSHIDA ○田口隆祐 リコシェ | 10分40秒 横入り式エビ固め                 | 飯塚高史 TAKAみちのく● エル・デスペラード 金丸義信 タイチ |
| 第6試合 60分1本勝負 ■ IWGPタッグ選手権試合 3WAYマッチ |                                           |                                                           |
| ハンソン ○レイモンド・ロウ (第77代王者組) タマ・トンガ タンガ・ロア● (挑戦者組)                                                                             | 11分09秒 フォールアウト →片エビ固め       | ランス・アーチャー デイビーボーイ・スミス・Jr. (挑戦者組) |
| ※王者組が2度目の防衛に成功 ※3チーム同時に通常のタッグマッチを行い、いずれかの1チームが勝利した時点で決着とする。                                            |                                           |                                                           |
| 第7試合 30分1本勝負 |                                           |                                                           |
| 石井智宏 ウィル・オスプレイ● | 12分04秒 デスティーノ →エビ固め           | 内藤哲也○ 高橋ヒロム                                      |
| 第8試合 60分1本勝負 ■ NEVER無差別級6人タッグ選手権試合 |                                           |                                                           |
| EVIL SANADA ○BUSHI (第13代王者組) | 14分00秒 エムエックス →エビ固め           | オカダ・カズチカ 矢野通 ロッキー・ロメロ● (挑戦者組)      |
| ※王者組が3度目の防衛に成功 |                                           |                                                           |
| 第9試合 60分1本勝負 ■ NEVER無差別級選手権試合 ランバージャック・デスマッチ                                                                                  |                                           |                                                           |
| ○鈴木みのる (第16代王者) | 19分07秒 ゴッチ式パイルドライバー →体固め | マイケル・エルガン● (挑戦者)                              |
| ※王者が3度目の防衛に成功 ※両陣営のセコンド（各４名とする）がリングサイドを取り囲み、 場外に転落した場合はセコンドが選手をリング内に押し戻す完全決着ルール。 |                                           |                                                           |

#### DESTRUCTION in HIROSHIMA
| 第1試合 20分1本勝負 |                                         |                                                            |
| 天山広吉 獣神サンダー・ライガー ●タイガーマスク | 07分20秒 バタフライロック               | 後藤洋央紀 YOSHI-HASHI○ 邪道                               |
| 第2試合 20分1本勝負 |                                         |                                                            |
| ○ジュース・ロビンソン デビッド・フィンレー | 04分32秒 パルプフリクション →片エビ固め | バッドラック・ファレ レオ・トンガ●                         |
| 第3試合 20分1本勝負 |                                         |                                                            |
| ロッキー・ロメロ ○バレッタ | 06分55秒 ストロング・ゼロ →エビ固め     | 高橋裕二郎 チェーズ・オーエンズ●                           |
| 第4試合 20分1本勝負 |                                         |                                                            |
| 真壁刀義 マイケル・エルガン ○飯伏幸太 | 08分09秒 カミゴェ →片エビ固め           | 鈴木みのる 飯塚高史● TAKAみちのく                          |
| 第5試合 60分1本勝負 ■ IWGP Jr.タッグ級選手権試合 |                                         |                                                            |
| ○田口隆祐 リコシェ (第53代王者組) | 15分41秒 オーマイ＆ガーアンクル         | 金丸義信● タイチ (挑戦者組)                                |
| ※王者組が初防衛に成功 |                                         |                                                            |
| 第6試合 60分1本勝負 ■ IWGPタッグ選手権試合 3WAYマッチ |                                         |                                                            |
| ハンソン ○レイモンド・ロウ (第77代王者組) タマ・トンガ タンガ・ロア (挑戦者組) | 11分05秒 フォールアウト →片エビ固め     | ランス・アーチャー デイビーボーイ・スミス・Jr.● (挑戦者組) |
| ※王者組が3度目の防衛に成功 ※3チーム同時に通常のタッグマッチを行ない、いずれかの1チームが勝利した時点で決着とする。なお9月10日福島大会の結果により、チャンピオンチーム、チャレンジャーチームが決まる。 |                                         |                                                            |
| 第7試合 30分1本勝負 |                                         |                                                            |
| オカダ・カズチカ 石井智宏 矢野通 ウィル・オスプレイ ●外道 | 12分17秒 エムエックス →片エビ固め       | 内藤哲也 EVIL SANADA BUSHI○ 高橋ヒロム                     |
| 第8試合 60分1本勝負 ■ IWGPジュニアヘビー級選手権試合 |                                         |                                                            |
| ○KUSHIDA (第77代王者) | 16分56秒 バックトゥザフューチャー       | エル・デスペラード● (挑戦者)                               |
| ※王者が2度目の防衛に成功 |                                         |                                                            |
| 第9試合 60分1本勝負 ■ IWGPインターコンチネンタル選手権試合 |                                         |                                                            |
| ○棚橋弘至 (第16代王者) | 30分13秒 ハイフライフロー →片エビ固め   | ザック・セイバーJr.● (挑戦者)                              |
| ※王者が2度目の防衛に成功 |                                         |                                                            |

#### DESTRUCTION in KOBE
| 第1試合 20分1本勝負 |                                                 |                                                            |
| ○天山広吉 川人拓来 | 05分42秒 アナコンダバイス                       | 岡倫之● 北村克哉                                           |
| 第2試合 20分1本勝負 |                                                 |                                                            |
| ○真壁刀義 獣神サンダー・ライガー タイガーマスク 田口隆祐 リコシェ | 07分17秒 キングコング・ニードロップ →片エビ固め | 飯塚高史 金丸義信 タイチ エル・デスペラード TAKAみちのく●  |
| 第3試合 20分1本勝負 |                                                 |                                                            |
| 後藤洋央紀 ○YOSHI-HASHI | 05分41秒 カルマ →エビ固め                       | バッドラック・ファレ チェーズ・オーエンズ●                 |
| 第4試合 20分1本勝負 |                                                 |                                                            |
| ○バレッタ | 13分21秒 デュードバスター →片エビ固め           | 高橋裕二郎●                                                |
| 第5試合 60分1本勝負 ■ IWGPタッグ選手権試合 3WAYマッチ |                                                 |                                                            |
| ハンソン レイモンド・ロウ● (第77代王者組) タマ・トンガ タンガ・ロア (挑戦者組) | 13分34秒 キラーボム →エビ固め                   | ○ランス・アーチャー デイビーボーイ・スミス・Jr. (挑戦者組) |
| ※ランス&スミスが第78代王者組となる。 ※3チーム同時に通常のタッグマッチを行ない、いずれかの1チームが勝利した時点で決着とする。 なお9月16日広島大会の結果により、チャンピオンチーム、チャレンジャーチームが決まる。 |                                                 |                                                            |
| 第6試合 30分1本勝負 |                                                 |                                                            |
| 棚橋弘至 ○マイケル・エルガン | 12分01秒 エルガンボム →エビ固め                 | 飯伏幸太 デビッド・フィンレー●                             |
| 第7試合 30分1本勝負 |                                                 |                                                            |
| ○石井智宏 矢野通 ロッキー・ロメロ | 11分56秒 垂直落下式ブレーンバスター →片エビ固め | 内藤哲也 SANADA BUSHI●                                     |
| 第8試合 30分1本勝負 |                                                 |                                                            |
| オカダ・カズチカ ○ウィル・オスプレイ | 12分39秒 オスカッター →片エビ固め               | EVIL 高橋ヒロム●                                           |
| 第9試合 60分1本勝負 ■ IWGP USヘビー級選手権試合 |                                                 |                                                            |
| ○ケニー・オメガ (初代王者) | 32分55秒 雪崩式片翼の天使 →片エビ固め           | ジュース・ロビンソン● (挑戦者)                             |
| ※王者が初防衛に成功 |                                                 |                                                            |

### 2018年

#### DESTRUCTION in HIROSHIMA
| 第1試合 20分1本勝負                                    |                                         |                                                                 |
| 獣神サンダー・ライガー ○タイガーマスク KUSHIDA         | 07分14秒 タイガースープレックスホールド | ロッキー・ロメロ● YOH SHO                                       |
| 第2試合 20分1本勝負                                    |                                         |                                                                 |
| ●トーア・ヘナーレ                                      | 02分46秒 グラネード →体固め             | バッドラック・ファレ○                                           |
| 第3試合 20分1本勝負                                    |                                         |                                                                 |
| マイケル・エルガン ●吉田綾斗                           | 08分53秒 キラーボム →エビ固め           | ランス・アーチャー デイビーボーイ・スミスJr.○                   |
| 第4試合 30分1本勝負                                    |                                         |                                                                 |
| ○バレッタ チャッキーT ウィル・オスプレイ               | 09分50秒 ストロングゼロ →エビ固め       | 飯伏幸太 高橋裕二郎 チェーズ・オーエンズ●                       |
| 第5試合 60分1本勝負 ■ NEVER無差別級6人タッグ選手権試合 |                                         |                                                                 |
| タマ・トンガ ○タンガ・ロア 石森太二 (第18代王者組)     | 11分27秒 エイプシット →片エビ固め       | ジュース・ロビンソン デビッド・フィンレー● 田口隆祐 (挑戦者組)  |
| ※チャンピオンチームが初防衛に成功                      |                                         |                                                                 |
| 第6試合 30分1本勝負                                    |                                         |                                                                 |
| ○後藤洋央紀 矢野通 外道                                | 10分42秒 反則                           | タイチ 飯塚高史 金丸義信●                                       |
| 第7試合 30分1本勝負                                    |                                         |                                                                 |
| 内藤哲也 ○EVIL SANADA BUSHI                            | 12分12秒 マジックキラー →片エビ固め     | 鈴木みのる ザック・セイバーJr. TAKAみちのく● エル・デスペラード |
| 第8試合 30分1本勝負                                    |                                         |                                                                 |
| ○棚橋弘至 真壁刀義 本間朋晃                            | 12分14秒 首固め                         | オカダ・カズチカ YOSHI-HASHI● ジェイ・ホワイト                  |
| 第9試合 60分1本勝負 ■ IWGPヘビー級選手権試合           |                                         |                                                                 |
| ○ケニー・オメガ (第66代王者)                           | 30分55秒 片翼の天使 →片エビ固め         | 石井智宏● (挑戦者)                                              |
| ※王者が2度目の防衛に成功                               |                                         |                                                                 |

#### DESTRUCTION in BEPPU
| 第1試合 20分1本勝負                                     |                                               |                                                       |
| 天山広吉 小島聡 ●辻陽太                                 | 09分08秒 ナガタロックⅡ                        | 永田裕志○ 中西学 上村優也                             |
| 第2試合 20分1本勝負                                     |                                               |                                                       |
| ○デビッド・フィンレー 成田蓮                            | 06分38秒 Prima Nocta →片エビ固め              | トーア・ヘナーレ 海野翔太●                            |
| 第3試合 20分1本勝負                                     |                                               |                                                       |
| ○吉田綾斗                                               | 04分30秒 反則                                 | 飯塚高史●                                             |
| 第4試合 30分1本勝負                                     |                                               |                                                       |
| 獣神サンダー・ライガー ○タイガーマスク KUSHIDA 田口隆祐 | 10分00秒 ツームストンパイルドライバー →体固め | ウィル・オスプレイ ロッキー・ロメロ● YOH SHO          |
| 第5試合 30分1本勝負                                     |                                               |                                                       |
| ●バレッタ チャッキーT                                   | 10分34秒 キラーボム →エビ固め                 | ランス・アーチャー○ デイビーボーイ・スミスJr.         |
| 第6試合 30分1本勝負                                     |                                               |                                                       |
| ●EVIL SANADA BUSHI                                      | 08分31秒 ジャックナイフ式エビ固め             | ザック・セイバーJr.○ 金丸義信 エル・デスペラード      |
| 第7試合 30分1本勝負                                     |                                               |                                                       |
| 棚橋弘至 真壁刀義 本間朋晃 ○ジュース・ロビンソン        | 13分01秒 パルプフリクション →片エビ固め       | オカダ・カズチカ 矢野通 YOSHI-HASHI● ジェイ・ホワイト |
| 第8試合 60分1本勝負 ■ NEVER無差別級選手権試合           |                                               |                                                       |
| ●後藤洋央紀 (第19代王者)                                | 20分54秒 ブラックメフィスト →片エビ固め       | タイチ○ (挑戦者)                                      |
| ※タイチが王座奪取。第20代NEVER新王者となる。            |                                               |                                                       |
| 第9試合 60分1本勝負 ■ スペシャルシングルマッチ          |                                               |                                                       |
| ○内藤哲也                                               | 32分08秒 デスティーノ →片エビ固め             | 鈴木みのる●                                           |

#### DESTRUCTION in KOBE
| 第1試合 10分1本勝負                                                 |                                       |                                                  |
| △辻陽太                                                             | 10分00秒 時間切れ引き分け             | 上村優也△                                        |
| 第2試合 20分1本勝負                                                 |                                       |                                                  |
| 海野翔太 ●成田蓮                                                    | 08分46秒 ファルコンアロー →エビ固め   | YOH○ SHO                                         |
| 第3試合 20分1本勝負                                                 |                                       |                                                  |
| 獣神サンダー・ライガー ○タイガーマスク                              | 06分50秒 飛びつき回転十字架固め       | 金丸義信● エル・デスペラード                     |
| 第4試合 30分1本勝負                                                 |                                       |                                                  |
| 真壁刀義 本間朋晃 田口隆祐 ●吉田綾斗                                | 09分56秒 バックドロップホールド       | 天山広吉 小島聡 永田裕志○ 中西学                 |
| 第5試合 30分1本勝負                                                 |                                       |                                                  |
| ○バレッタ チャッキーT                                               | 12分41秒 十字架固め                   | ランス・アーチャー● デイビーボーイ・スミス・Jr.  |
| 第6試合 30分1本勝負                                                 |                                       |                                                  |
| ジュース・ロビンソン デビッド・フィンレー ●トーア・ヘナーレ         | 09分05秒 ブレードランナー →片エビ固め | ジェイ・ホワイト○ YOSHI-HASHI ウィル・オスプレイ |
| 第7試合 30分1本勝負                                                 |                                       |                                                  |
| 内藤哲也 ○EVIL SANADA                                               | 11分20秒 EVIL →片エビ固め             | 鈴木みのる ザック・セイバーJr. TAKAみちのく●     |
| 第8試合 60分1本勝負 ■ IWGPジュニアヘビー級王座決定トーナメント1回戦 |                                       |                                                  |
| ○KUSHIDA                                                            | 16分41秒 バックトゥザフューチャー     | BUSHI●                                           |
| ※KUSHIDAが1回戦突破。10.8両国でのトーナメント決勝戦に進出。         |                                       |                                                  |
| 第9試合 60分1本勝負 ■ 東京ドーム・IWGPヘビー級王座挑戦権利証争奪戦  |                                       |                                                  |
| ○棚橋弘至 (権利証保持者 / G1 CLIMAX 28優勝者)                       | 35分43秒 ハイフライフロー →片エビ固め | オカダ・カズチカ● (チャレンジャー)               |
| ※棚橋が挑戦権利証を防衛。                                           |                                       |                                                  |

### 2019年

#### DESTRUCTION in BEPPU
| 第1試合 15分1本勝負 ■ 第12回ヤングライオン杯争奪リーグ戦          |                                                  |                                                                    |
| ●辻陽太                                                           | 7分23秒 高角度逆片エビ固め                       | カール・フレドリックス○                                            |
| 第2試合 15分1本勝負 ■ 第12回ヤングライオン杯争奪リーグ戦          |                                                  |                                                                    |
| ○海野翔太                                                         | 8分14秒 フィッシャーマンズスープレックスホールド | アレックス・コグリン●                                              |
| 第3試合 20分1本勝負                                               |                                                  |                                                                    |
| 永田裕志 ○田口隆祐 成田蓮 上村優也                                | 11分18秒 オーマイ&ガーアンクル                   | 中西学 トーア・ヘナーレ クラーク・コナーズ マイケル・リチャーズ●   |
| 第4試合 30分1本勝負                                               |                                                  |                                                                    |
| 獣神サンダー・ライガー YOH ○SHO                                   | 10分36秒 3K →片エビ固め                          | 鈴木みのる 金丸義信 DOUKI●                                         |
| 第5試合 30分1本勝負                                               |                                                  |                                                                    |
| 飯伏幸太 真壁刀義 ●本間朋晃 ウィル・オスプレイ ロビー・イーグルス | 9分17秒 go 2 sleep →片エビ固め                   | KENTA○ バッドラック・ファレ 高橋裕二郎 石森太二 エル・ファンタズモ |
| 第6試合 30分1本勝負                                               |                                                  |                                                                    |
| オカダ・カズチカ 後藤洋央紀 ●ロッキー・ロメロ                     | 10分40秒 Skull End →片エビ固め                   | SANADA○ 鷹木信悟 BUSHI                                             |
| 第7試合 30分1本勝負                                               |                                                  |                                                                    |
| ○内藤哲也 EVIL                                                    | 11分11秒 デスティーノ →片エビ固め                | ジェイ・ホワイト チェーズ・オーエンズ●                             |
| 第8試合 60分1本勝負 ■ IWGPタッグ選手権試合                        |                                                  |                                                                    |
| ○タマ・トンガ タンガ・ロア (第83代王者組)                         | 21分35秒 横入り式エビ固め                        | 石井智宏 YOSHI-HASHI● (挑戦者組)                                   |
| ※チャンピオンチームが6度目の防衛に成功                            |                                                  |                                                                    |
| 第9試合 60分1本勝負 ■ ブリティッシュヘビー級選手権試合            |                                                  |                                                                    |
| ●棚橋弘至 (チャンピオン)                                          | 26分43秒 グランドコブラツイストホールド          | ザック・セイバーJr.○ (挑戦者)                                      |
| ※棚橋が防衛に失敗。ザックが新チャンピオンとなる。                 |                                                  |                                                                    |

#### DESTRUCTION in KAGOSHIMA
| 第1試合 15分1本勝負 ■ 第12回ヤングライオン杯争奪リーグ戦           |                                    |                                                                      |
| ○上村優也                                                          | 9分31秒 逆エビ固め                 | クラーク・コナーズ●                                                  |
| 第2試合 15分1本勝負 ■ 第12回ヤングライオン杯争奪リーグ戦           |                                    |                                                                      |
| ○成田蓮                                                            | 7分18秒 成田スペシャル4号          | マイケル・リチャーズ●                                                |
| 第3試合 20分1本勝負                                                |                                    |                                                                      |
| 永田裕志 田口隆祐 海野翔太 ●辻陽太                                 | 9分45秒 TOAボトム →片エビ固め      | 中西学 トーア・ヘナーレ○ カール・フレドリックス アレックス・コグリン |
| 第4試合 30分1本勝負                                                |                                    |                                                                      |
| 石井智宏 YOSHI-HASHI ○YOH SHO                                      | 6分51秒 首固め                     | タマ・トンガ● タンガ・ロア バッドラック・ファレ チェーズ・オーエンズ |
| 第5試合 30分1本勝負                                                |                                    |                                                                      |
| 棚橋弘至 真壁刀義 本間朋晃 ○獣神サンダー・ライガー                 | 9分22秒 反則                       | ザック・セイバーJr. 鈴木みのる 金丸義信 DOUKI●                       |
| 第6試合 30分1本勝負                                                |                                    |                                                                      |
| ○オカダ・カズチカ 後藤洋央紀 ロッキー・ロメロ                      | 10分8秒 レインメーカー →片エビ固め | SANADA 鷹木信悟 BUSHI●                                               |
| 第7試合 30分1本勝負                                                |                                    |                                                                      |
| 内藤哲也 ○EVIL                                                     | 11分50秒 EVIL →片エビ固め          | ジェイ・ホワイト 高橋裕二郎●                                         |
| 第8試合 60分1本勝負 ■ IWGPジュニアタッグ選手権試合                 |                                    |                                                                      |
| 石森太二 ○エル・ファンタズモ (第60代王者組)                        | 23分10秒 CRⅡ →片エビ固め           | ウィル・オスプレイ ロビー・イーグルス● (挑戦者組)                    |
| ※チャンピオンチームが初防衛に成功                                  |                                    |                                                                      |
| 第9試合 60分1本勝負 ■ 東京ドーム・IWGPヘビー級王座挑戦権利証争奪戦 |                                    |                                                                      |
| ○飯伏幸太 (権利証保持者／G1 CLIMAX 29優勝者)                       | 26分23秒 カミゴェ →片エビ固め      | KENTA● (チャレンジャー)                                              |

#### DESTRUCTION in KOBE
| 第1試合 15分1本勝負                                              |                                          |                                                              |
| 永田裕志 ○辻陽太 上村優也                                        | 10分5秒 逆エビ固め                       | 中西学 アレックス・コグリン● マイケル・リチャーズ            |
| 第2試合 15分1本勝負 ■ 第12回ヤングライオン杯争奪リーグ戦         |                                          |                                                              |
| ●成田蓮                                                          | 7分25秒 逆エビ固め                       | クラーク・コナーズ○                                          |
| 第3試合 15分1本勝負 ■ 第12回ヤングライオン杯争奪リーグ戦         |                                          |                                                              |
| ●海野翔太                                                        | 7分17秒 高角度逆エビ固め                 | カール・フレドリックス○                                      |
| ※フレドリックスが「第12回ヤングライオン杯」優勝                  |                                          |                                                              |
| 第4試合 30分1本勝負                                              |                                          |                                                              |
| 真壁刀義 本間朋晃 ●トーア・ヘナーレ                              | 8分22秒 パッケージドライバー →片エビ固め | バッドラック・ファレ 高橋裕二郎 チェーズ・オーエンズ○        |
| 第5試合 30分1本勝負                                              |                                          |                                                              |
| 棚橋弘至 ●獣神サンダー・ライガー タイガーマスク ロッキー・ロメロ | 3分10秒 反則                             | ザック・セイバーJr. 鈴木みのる○ 金丸義信 DOUKI               |
| 第6試合 30分1本勝負                                              |                                          |                                                              |
| 石井智宏 YOSHI-HASHI ウィル・オスプレイ ○YOH SHO                 | 9分40秒 横入り式エビ固め                 | KENTA タマ・トンガ タンガ・ロア● 石森太二 エル・ファンタズモ |
| 第7試合 30分1本勝負                                              |                                          |                                                              |
| オカダ・カズチカ 飯伏幸太 ●ロビー・イーグルス                    | 13分50秒 Skull End                       | SANADA○ EVIL BUSHI                                           |
| 第8試合 60分1本勝負 ■ スペシャルシングルマッチ                   |                                          |                                                              |
| ○後藤洋央紀                                                      | 20分27秒 GTR →片エビ固め                 | 鷹木信悟●                                                    |
| 第9試合 60分1本勝負 ■ IWGPインターコンチネンタル選手権試合       |                                          |                                                              |
| ●内藤哲也 (第22代王者)                                           | 29分47秒 ブレードランナー →片エビ固め    | ジェイ・ホワイト○ (挑戦者)                                   |
| ※ジェイが第23代王者となる。                                      |                                          |                                                              |